# Tamta

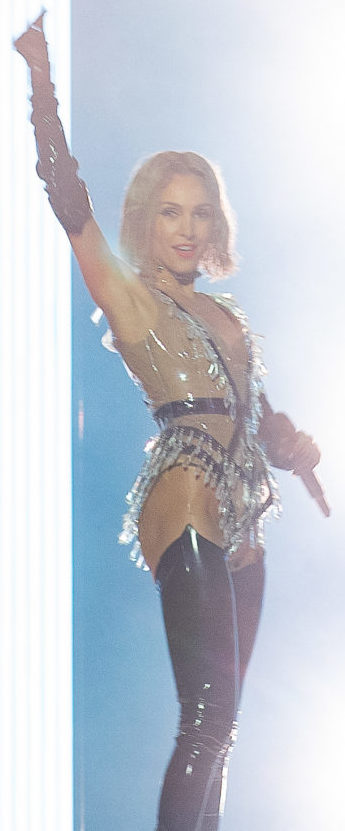
Tamta beim Eurovision Song Contest 2019

Tamta (griechisch Τάμτα, georgisch თამთა, eigentlich Tamta Goduadze georgisch თამთა გოდუაძე, griechisch Τάμτα Γκοντουάτζε; * 10. Januar 1981 bei Tiflis, Georgische SSR, Sowjetunion) ist eine georgische Sängerin, die in Griechenland lebt.

## Leben und Karriere
Tamta wuchs zusammen mit ihrem sechs Jahre jüngeren Bruder bei ihrer geschiedenen Mutter in einem Ort bei Tiflis auf. Früh zeigte sie musikalisches Interesse. Mit vierzehn Jahren kam es zur Heirat mit ihrem zwei Jahre älteren Freund, wenige Monate später kam ihre Tochter zur Welt. Mit dem Besuch einer Abendschule und Privatunterricht schaffte sie es auf die Universität von Tiflis. Sie studierte Russisch und englische Literatur. Nach sechs Jahren Ehe beantragte sie die Scheidung und zog mit ihrer Tochter zu Mutter und Bruder nach Athen; wie ihre Mutter arbeitete sie als Haushaltshilfe. Mit Unterstützung eines Arbeitgebers nahm sie 2003/2004 an Super Idol, der ersten Ausgabe der griechischen Version von Pop Idol teil, bei der sie den zweiten Platz belegte. Infolge erhielt Tamta einen Plattenvertrag und auch eine ständige Aufenthaltserlaubnis in Griechenland. Seither ist sie als Sängerin erfolgreich. Bislang hat sie vier Alben veröffentlicht, war Jurorin bei The X-Factor Greece und The X-Factor Georgia und darüber hinaus in Musicals wie Rent oder Cabaret zu sehen.
In der Vergangenheit versuchte sie öfters, Griechenland beim Eurovision Song Contest zu repräsentieren. 2007 wurde sie im griechischen Vorentscheid mit ihrem Lied With Love Dritte. 2010 fragte sie selbstständig bei ERT an, ob sie das Land repräsentieren könne. Ihre Anfrage wurde von ERT allerdings abgelehnt. 2018 wurde sie vom zypriotischen Sender CyBC kontaktiert, Zypern beim Eurovision Song Contest zu repräsentieren. Allerdings sagte sie aufgrund eines vollen Terminkalenders ab. Damit überließ sie offenbar den Titel Fuego Eleni Foureira, die damit Platz zwei hinter Israel belegte.
Tamta äußerte im November 2018, gerne Zypern, Georgien oder Griechenland zu vertreten, wenn ihr der Song gefällt. Am 21. Dezember 2018 gab CyBC bekannt, dass Tamta Zypern beim Eurovision Song Contest 2019 in Tel Aviv, Israel repräsentieren werde. Ihr Lied Replay wurde am 4. März 2019 veröffentlicht und stammt vom Team um den Fuego-Lieferanten Alex Papaconstantinou. Tamta belegte im ersten Halbfinale den 9. und im Finale den 13. Platz.

## Diskografie

### Alben
- 2006: Tamta
- 2007: Agapise Me
- 2010: Tharros I Alitheia
- 2020: Awake
- 2023: Identity Crisis

### Kompilationen
- 2017: Best of

### Singles
| - 2004: T’ Allo Mou Miso (mit Stavros Konstantinou) - 2006: Ftais (Faraway) - 2006: Den Telionei Etsi I Agapi - 2006: Einai Krima (mit Grigoris Petrakos) - 2007: With Love - 2007: Agapise Me - 2007: Agapo (Wanna Play) (mit Akis Deiximos) - 2007: Mia Stigmi Esi Ki Ego - 2008: Ela Sto Rhythmo - 2008: S' Opion Aresi (mit Stereo Mike; Original: Kenan Doğulu & Sıla Gençoğlu – ...Dan Sonra) - 2009: Tharros I Alitheia (mit Sakis Rouvas) - 2009: Koita Me - 2010: Fotia - 2010: Egoista (mit Isaias Matiaba) - 2011: Tonight (mit Claydee & Playmen) - 2011: Zise To Apistefto (Oblivion) - 2012: Niose Tin Kardia - 2012: Koda Sou - 2013: Pare Me - 2014: Gennithika Gia Sena / Always Broken (mit Xenia Ghali) - 2015: Den Ime O,ti Nomizis - 2015: Unloved - 2016: To Kati Parapano - 2017: Tora I Pote (mit Helena Paparizou) - 2017: Protimo | - 2017: Ilious Ke Thalasses - 2017: More Than A Summer Love - 2018: Pes mou an tolmas - 2018: Arhes Kalokairiou / Tag You In My Sky - 2018: Na Me Pareis Makria / Don't Kiss Goodbye - 2019: Replay (zyprischer ESC-Beitrag) - 2019: Senorita (mit Snik) - 2019: S*x With You Ex - 2020: My Zone - 2020: S' Agapo - 2020: Yala (mit Stephane Legar) - 2020: Hold On - 2020: Den Eisai Edo (mit Mente Fuerte) - 2020: Awake - 2021: Ola Teleiosan (mit Melisses) - 2021: T' Allo Mou Miso (mit Melisses) - 2021: N.E.R.O. (mit Iamstrong) - 2021: Face (mit Die Arkitekt) - 2022: Ekdromi (mit Michalis Hatzigiannis) - 2022: Pandora - 2022: Freestyler (mit Kareem Kalokoh) - 2023: Identity Crisis - 2024: FLX - 2024: Gazi |